# ジェイソン・ターマン
ジミー・ジェイソン・ターマン（Jimmy Jason Turman, 1975年11月10日 - ）は、アメリカ合衆国アラバマ州出身のプロ野球選手（投手）。
横浜ベイスターズ時代のニックネームは「ビッグ・ワーム（巨大ミミズ）」。当時の公称身長208cmは、2014年に身長216cmのルーク・ファンミルが東北楽天ゴールデンイーグルスへ入団するまで、日本プロ野球（NPB）球団への在籍経験がある選手としてはエリック・ヒルマンと並んで最も高かった。

## 経歴
1995年のMLBドラフト11巡目(全体311位)でモントリオール・エクスポズから指名され、契約を結びプロ入り。メジャーへの昇格は果たせず、シアトル・マリナーズ傘下のAAA級タコマから2002年に横浜ベイスターズに入団。オープン戦では評価が高く先発投手として期待されたが、レギュラーシーズンに入ると走者のいる場面でセットポジションを苦にして球威と制球力が落ちるなどの課題が明らかになり、NPBでは1勝も挙げられないまま5月15日の対阪神戦での中継ぎでの登板が最終登板となった。シーズン途中の7月30日に解雇されている。
2003年にカンザスシティ・ロイヤルズ傘下のAAA級オマハでプレーしたのを最後に現役引退。

## プレースタイル
長身から投げ下ろす最速153km/hの速球と100km/h台の縦に割れるカーブに加え、スライダーやチェンジアップを駆使した。

## 詳細情報

### 年度別投手成績
| 年 度     | 球 団     | 登 板 | 先 発 | 完 投 | 完 封 | 無 四 球 | 勝 利 | 敗 戦 | セ 丨 ブ | ホ 丨 ル ド | 勝 率 | 打 者 | 投 球 回 | 被 安 打 | 被 本 塁 打 | 与 四 球 | 敬 遠 | 与 死 球 | 奪 三 振 | 暴 投 | ボ 丨 ク | 失 点 | 自 責 点 | 防 御 率 | W H I P |
| --------- | --------- | ----- | ----- | ----- | ----- | -------- | ----- | ----- | -------- | ----------- | ----- | ----- | -------- | -------- | ----------- | -------- | ----- | -------- | -------- | ----- | -------- | ----- | -------- | -------- | ------- |
| 2002      | 横浜      | 9     | 2     | 0     | 0     | 0        | 0     | 2     | 0        | --          | .000  | 88    | 19.0     | 23       | 4           | 7        | 1     | 1        | 13       | 0     | 0        | 18    | 13       | 6.16     | 1.58    |
| 通算：1年 | 通算：1年 | 9     | 2     | 0     | 0     | 0        | 0     | 2     | 0        | --          | .000  | 88    | 19.0     | 23       | 4           | 7        | 1     | 1        | 13       | 0     | 0        | 18    | 13       | 6.16     | 1.58    |

### 記録
- 初登板・初先発：2002年3月31日、対広島東洋カープ2回戦（広島市民球場）、4回0/3を5安打5失点で敗戦投手
- 初奪三振：同上、4回裏に西山秀二から見逃し三振

### 背番号
- 42 （2002年）